# ویکتور پاسولکو
ویکتور پاسولکو (اوکراینی: Віктор Васильович Пасулько؛ زادهٔ ۱ ژانویهٔ ۱۹۶۱) بازیکن سابق و مربی فوتبال اهل اوکراین است.
از باشگاه‌هایی که در آن بازی کرده‌است می‌توان به باشگاه فوتبال اس‌سی فورتونا کلن، باشگاه فوتبال آینتراخت برانشوایگ، باشگاه فوتبال اسپارتاک مسکو، باشگاه فوتبال اسپارتاک ایوانو-فرانکیفسک، باشگاه فوتبال اوورلا اوژهورود، و باشگاه فوتبال چورنومورتس اودسا اشاره کرد.
وی همچنین در تیم ملی فوتبال شوروی بازی کرده‌است.